# Archostemata
Die Unterordnung der Archostemata ist mit nur fünf Familien und derzeit 40 bekannten Arten eine sehr kleine Unterordnung der Käfer (Coleoptera).

## Merkmale
Die mittelgroßen Käfer erreichen eine Körperlänge von 5 bis 26 Millimetern und eine Breite von zwei bis neun Millimetern. Ausnahmen davon stellen Micromalthus debilis und Crowsoniella relicta dar, die deutlich kleiner und nur ungefähr 1,5 Millimeter breit sind. Die Färbung des Körpers geht von Hellgrau über Braun bis Schwarz. Die Notopleuralnaht am Prothorax ist sichtbar, die cervicalen Sklerite zwischen Kopf und Prothorax fehlen. Alle Arten mit Ausnahme der beiden oben genannten haben nur teilweise sklerotisierte Deckflügel. Sie sind lediglich an den neun Längsadern und am vorderen und hinteren Ende voll sklerotisiert. Die Längsadern werden durch zahlreiche Queradern verbunden. Der Zwischenraum innerhalb dieser Adern ist dünn und durchsichtig. Der Körper der Käfer ist bei allen Arten erneut mit Ausnahme der beiden oben genannten Arten mit Schuppen bedeckt, die bei manchen Arten farbige Muster bilden. Die elfgliedrigen Fühler sind fadenförmig (filiform) oder perlschnurartig (moniliform). Bei manchen Arten sind sie nur so lang, wie der Kopf, bei anderen erreichen sie annähernd die Körperlänge. Mit Ausnahme der beiden oben erwähnten Arten ist das Prementum, ein Sklerit am Labium, vergrößert und besitzt mittig ein Apodem und eine spezialisierte Muskulatur. Das Prementum funktioniert bei diesen Arten wie eine Klappe, die die Mundöffnung schließt und die maxillaren und labialen Loben verdeckt. Die Form letzterer lässt vermuten, dass sich die Käfer von Pollen und Pflanzensäften ernähren. Die Mandibeln sind meist sehr kräftig ausgebildet und haben scharfe, vertikal oder horizontal ausgerichtete Schneidflächen.
Bei den Larven der Archostemata treten folgende Autapomorphien auf: Die Kopfkapsel der Larven hat rücken- und bauchseitig posteromediane Einbuchtungen, ihre Mandibeln tragen drei apikale Zähnchen, die Cardo der Maxillen hat zusätzlich einen seitlichen Teil, die keilförmige Ligula am Labium ist vergrößert, ab dem zweiten Larvenstadium sind am Hinterleibsende Ampullae ausgebildet und das zehnte Hinterleibssegment ist stark zurückgebildet. Die Imagines unterscheiden sich von den übrigen Gruppen der Käfer durch die Gestalt des Prementums und eine große, abgerundete dorso-laterale Beule am Basalare, einem Sklerit am Episternum.

## Vorkommen
Vertreter dieser Unterordnung sind aus Südamerika (Cupedidae, Ommatidae), Nordamerika (Cupedidae, Miromalthidae), Europa (Crowsoniellidae), Asien (Cupedidae, Jurodidae), Afrika (z. B. Tenomerga leucophaea der Cupedidae) und Australien (Cupedidae, Ommatidae) nachgewiesen.

## Fossile Nachweise
Fossile Vertreter dieser Gruppe sind aus dem Lopingium (Oberes Perm) nachgewiesen. Sie sind aber nicht näher mit den aus dem Cisuralium (Unteres Perm) bekannten Gattungen, wie etwa Tshekardocoleus verwandt. Gruppen wie Protocoleoptera, Permocupedidae, Rhombocoleidae und Triadocupedidae gehören zu den ursprünglichsten Vertretern der Ordnung der Käfer, alle bis auf letztere sind jedoch bereits zu Beginn des Trias ausgestorben; die Triadocupedidae überlebten bis zum Beginn des Jura. Nach neuesten Erkenntnissen sind die Archostemata mit den ältesten Käfern nicht verwandt, da diese der Stammlinie der gesamten Käfer zugehören. Alle rezenten Arten der Archostemata stellen aber eine monophyletische Gruppe mit vielen urtümlichen Merkmalen dar.
Die größte Artenvielfalt wiesen die Archostemata im Mesozoikum auf, wo die Ommatidae in der Paläarktis sehr häufig waren und Vertreter der Cupedidae auch in Europa lebten. Mehrere Arten der Cupedidae sind im baltischen Bernstein und aus Fossilienlagerstätten mit einem Alter zwischen 49 Millionen und zwei Millionen Jahren nachgewiesen. Während der Eiszeiten verschwanden die Cupedidae aus Europa und konnten sich danach auch nicht mehr etablieren.

## Lebensweise
Die Lebensweise der meisten Arten der Archostemata ist noch immer unbekannt. Alle bekannten Arten leben an verpilztem Totholz. Für sie scheint weniger die Art des Holzes, als der Grad der Verrottung wichtig zu sein. Zumindest von Micromalthus debilis und Tenomerga cinerea ist bekannt, dass sie sich sowohl an Laub- als auch an Nadelholz entwickeln. Die Larven haben in der Regel einen langgestreckten, parallelseitigen Körper und kurze, sechsgliedrige Beine. Die Mundwerkzeuge und der Verdauungstrakt sind typisch für in Holz bohrende Käferlarven. Micromalthus debilis besitzt eine für Käfer sehr außergewöhnliche Lebensweise. Die Art entwickelt sich mit vier voneinander völlig unterschiedlicher Larventypen, was auch die eingeschlechtliche Reproduktion durch Pädogenese umfasst.

## Taxonomie und Systematik
Bei ihrer Beschreibung durch Hermann Julius Kolbe 1908 umfasste die Unterordnung ursprünglich nur die Familie Cupedidae, mittlerweile werden ihr weitere vier Familien hinzugerechnet, wobei die Stellung der Jurodidae derzeit noch ungewiss ist. Die Monophylie der Archostemata ist anhand der Autapomorphien gut begründet. Die Cupedidae und Micromalthidae sowie die die Crowsoniellidae und die Ommatidae sind Schwestertaxons. Die Jurodidae werden der Gruppe hinzugerechnet, da sie ähnliche Strukturen auf dem Thorax aufweisen. Gegen die Einordnung spricht jedoch die Flügeladerung und Flügelfaltung, die für eine Einordnung unter die Polyphaga spricht. Da bislang jedoch noch keine Synapomorphie bei den Jurodidae und einer Untergruppe der Polyphaga gefunden wurde, wird die Familie provisorisch den Archostemata zugerechnet. Folgende Familien sind von den Archostemata umfasst:
- Ommatidae Sharp & Muir, 1912 (6 Arten)
- Crowsoniellidae Iablokoff-Khnzorian, 1983 (1 Art)
- Micromalthidae Barber, 1913 (1 Art)
- Cupedidae Laporte, 1836 (31 Arten)
- Jurodidae Ponomarenko, 1985 (1 Art)

## Belege